# Statues-menhirs du Puech de Nougras
Les statues-menhirs du Puech de Nougras sont deux statues-menhirs appartenant au groupe rouergat découvertes à Mounes-Prohencoux, dans le département de l'Aveyron en France.

## Généralités
Les deux statues ont été découvertes par Michel Maillé, respectivement en 1990 et 1995, dans des tas de pierre. Elles sont incomplètes, on ne dispose que de fragments. Elles ont été gravées sur des blocs de grès permien d'origine locale. Les statues-menhirs sont inscrites monuments historiques au titre d'objet depuis le 13 novembre 2019,.

## Statue n°1
La statue est complète mais fragmentée en deux parties et côté antérieur, le fragment inférieur est endommagé et plus aucune gravure n'est visible. Elle mesure 1,10 m de hauteur sur 0,72 m de largeur et 0,18 m d'épaisseur. C'est une statue féminine. Côté antérieur, le visage, de forme quadrangulaire, est complet (yeux, nez, tatouages) et les bras et mains sont bien visibles ; côté postérieur, la chevelure en natte et les crochets-omoplates sont marqués. Le personnage porte un collier à trois rangs et une ceinture.

## Statue n°2
On ne dispose que du fragment inférieur de la statue mais au vu des dimensions de ce fragment (1,22 m de hauteur sur 1,07 m de largeur et 0,30 m d'épaisseur) la statue d'origine devait mesurer plus de 2 m de hauteur ce qui en aurait fait la plus grande statue-menhir en grès connue à ce jour. Elle se caractérise par la gravure de quatre pieds, superposés par paire, comme dans le cas de la statue-menhir de la Jasse du Terral n°1, probablement pour les mêmes raisons : afin d'assurer la stabilité de la statue, il a été nécessaire de l'enfoncer plus profondément masquant ainsi la première gravure des pieds qu'il a fallu remonter d'une dizaine de centimètres dans une seconde gravure pour qu'ils demeurent visibles. La présence d'un baudrier sur la face dorsale de la statue indique qu'il s'agit d'une statue masculine.